# Національний розкол
Національний розкол (грец. Εθνικός Διχασμός), іноді Національна схизма — період в історії сучасної Греції, пов'язаний із розбіжностями між королем Костянтином I і прем'єр-міністр Елефтеріосом Венізелосом з приводу того, чи має Грецьке королівство взяти участь у Першій світовій війні. Ця розбіжність і наступне звільнення Венізелоса з посади королем призвели до глибокого розколу в особистих відносинах між двома політиками, який переріс у розкол між їхніми послідовниками і ширше — в розкол у грецькому суспільстві в цілому.
Греція виявилась поділеною на два протилежні політичні табори. Елефтеріос Венізелос створив окрему державу в Північній Греції, і в кінцевому підсумку, за підтримки союзників, змусив короля відректися від престолу. Гіркі наслідки цього розколу визначили основні риси грецької політичного життя до 1940-х років, і сприяли поразці Греції в Малоазійській кампанії (відоміша як Греко-турецька війна 1919—1922), краху Другої Грецької Республіки і встановленню диктаторського режиму Іоанніса Метаксаса (див. Режим 4 серпня).

## Причини конфлікту
Основною причиною конфлікту була боротьба між Елефтеріосом Венізелосом і королем Костянтином I за владу в Греції. Король, незважаючи на конституційну обмеженість своїх повноважень, користувався значним впливом в уряді держави, особливо наприкінці 19 століття, коли політична обстановка була дуже нестійкою. Більшість реформаторів і лібералів розглядати втручання монархії в політику як шкідливе. Негативне ставлення суспільства до монархії посилилось поразкою грецької армії на чолі із королем Костянтином І (в той час наслідний принц) у греко-турецькій війни 1897 року. Ці надії на реформи поділяло також молоде офіцерство у грецькій армії, оскільки відчувало себе приниженими поразкою і перебували під впливом західноєвропейського лібералізму.
Наслідуючи прикладу успішного повстання молодотурків, створюється «Військова ліга». 15 серпня 1909 року вона здійснює спробу державного перевороту в афінських казармах Гуді (див. Афінське повстання 1909). Рух, який вимагав реформування уряду і військової справи, широко підтримала громадськість. Зрештою король Георг I був змушений поступитися вимогам військових. Він призначив Кіріакуліса Мавроміхаліса прем'єр-міністром і прийняв вимогу відсторонення наслідних принців від військової справи.
Однак незабаром стало очевидно, що керівництво Ліги нездатне керувати країною. Військова ліга почала шукати досвідченого політичного діяча, який би також був бажано анти-монархістом і не заплямованим «старі-партійністю» старої системи. Саме такі риси офіцери знайшли в особі Елефтеріоса Венізелоса — на той час значного критського політика, чиї зіткнення із принцом Георгом, який виступав регентом острова Крит, підтверджували його анти-монархічність і прихильність до лібералізму. З приходом Венізелоса, Військова Ліга опинилась осторонь, а енергійний і порівняно молодий політик швидко став домінуючою фігурою у грецькому політичному житті. Його уряд провів велику кількість назрілих реформ, у тому числі провів поправки до Конституції. Однак Венізелос також встановив тісні відносини з королем, чинили опір закликам до перетворення ревізійне зібрання в конституційне, і навіть відновив наслідних принців у їхніх позиціях в армії, а наслідного принца Костянтина зокрема як генерального інспектора.
З початком Балканських воєн Костянтин був знову негайно призначений головнокомандувачем грецької армії. Його успіхи особливо в Другій Балканській війні проти болгар затьмарили попередні настрої і допомогли багатьом забути його поразки в 1897 році. Віднині Костянтин, який вже став царем, вважався «коронованим лаврами» і «болгаро-вбивцею». Хоча вже під час цієї кампанії виникла перша напруженість у стосунках між королем Костянтином і Венізелосом через суперечку за курс армії після перемоги при Сарантапоро. Костянтин хотів вести армію на північ, до Монастір (сучасна Бітола), в той час як Венізелос наполягав на тому, що армія повинна повернути на схід, до стратегічно важливого міста і порту Салоніки. Занепокоєння Венізелоса подвоювалось тим, що болгари також бажали захопити Салоніки, найважливіше місто в області Македонія, і почали перекидати до нього свої війська. Зрештою Венізелос узяв гору, і греки ввійшли в місто всього за кілька годин до прибуття болгар. Цей епізод не був оприлюднений у той час, і в період після війни король і прем'єр-міністр нарівні були надзвичайно популярні, вважалися невід'ємними складовими грізного партнерства на чолі Грецької держави.

## Початок конфлікту

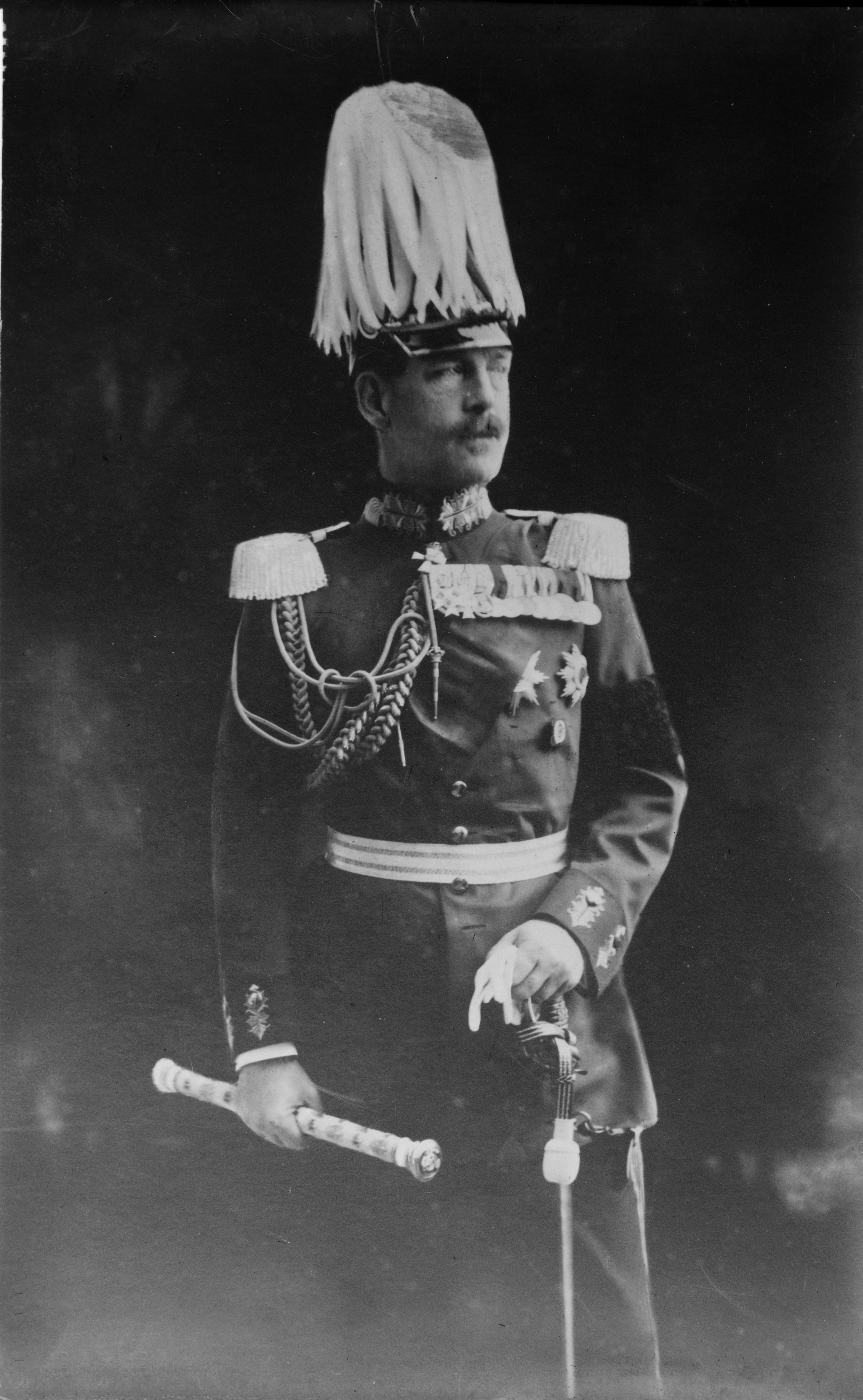
Король Костянтин І у німецькій маршальській формі

З початком Першої світової війни грецька влада опинилася перед вибором: зберігати нейтралітет або приєднаються до сил союзників. Участь у війні на боці Центральних держав не могла розглядатись, оскільки Королівство Греція перебувало в уразливому становищі перед британським флотом і насамперед тому, що в союзі від самого початку брала участь Османська імперія, давній ворог Греції. Таким чином, нейтралітет розглядався як найбажаніша та найзручніша позиція більшістю пронімецьки налаштованих греків, у тому числі старшим керівництвом Генерального штабу, яке здебільшого здобуло освіту в Німеччині й мало значний вплив на короля.
Ситуація ускладнювалася рядом інших факторів. Зокрема королева Софія була рідною сестрою німецького імператора Вільгельма II, а сам Костянтин отримав освіту в Німецькій імперії і захоплювався німецькою культурою. Водночас Королівство Греція пов'язував пакт про взаємну оборону із Королівством Сербія, членом Антанти, яка попросила надати підтримку, після того як була захоплена Австро-Угорською імперією (див. Сербська кампанія).
Особисті зв'язки короля робили його очевидно упередженим у підтримці Центральних держав. Однак він розумно наполягав на збереженні Королівством Греція нейтралітету — особливо тих пір, поки переможець у війні не стане очевидним. З іншого боку прем'єр-міністр Венізелос виступав на користь приєднання до Антанти. У січні 1915 року в спробі привернути греків на свій бік, Велика Британія запропонувала Королівству Греція післявоєнні поступки в Малій Азії (нині частина Туреччини). Венізелос, основний ідеолог Великої ідеї возз'єднання історично грецьких земель, вважав це важливим кроком і спробував провести законопроєкт через Грецький парламент про приєднатися до союзників. Вірна королю опозиція, генерали армії і їхні прихильники змусили Венізелоса піти у відставку незабаром після цього.

## 1915—1916 роки. Парламентські вибори

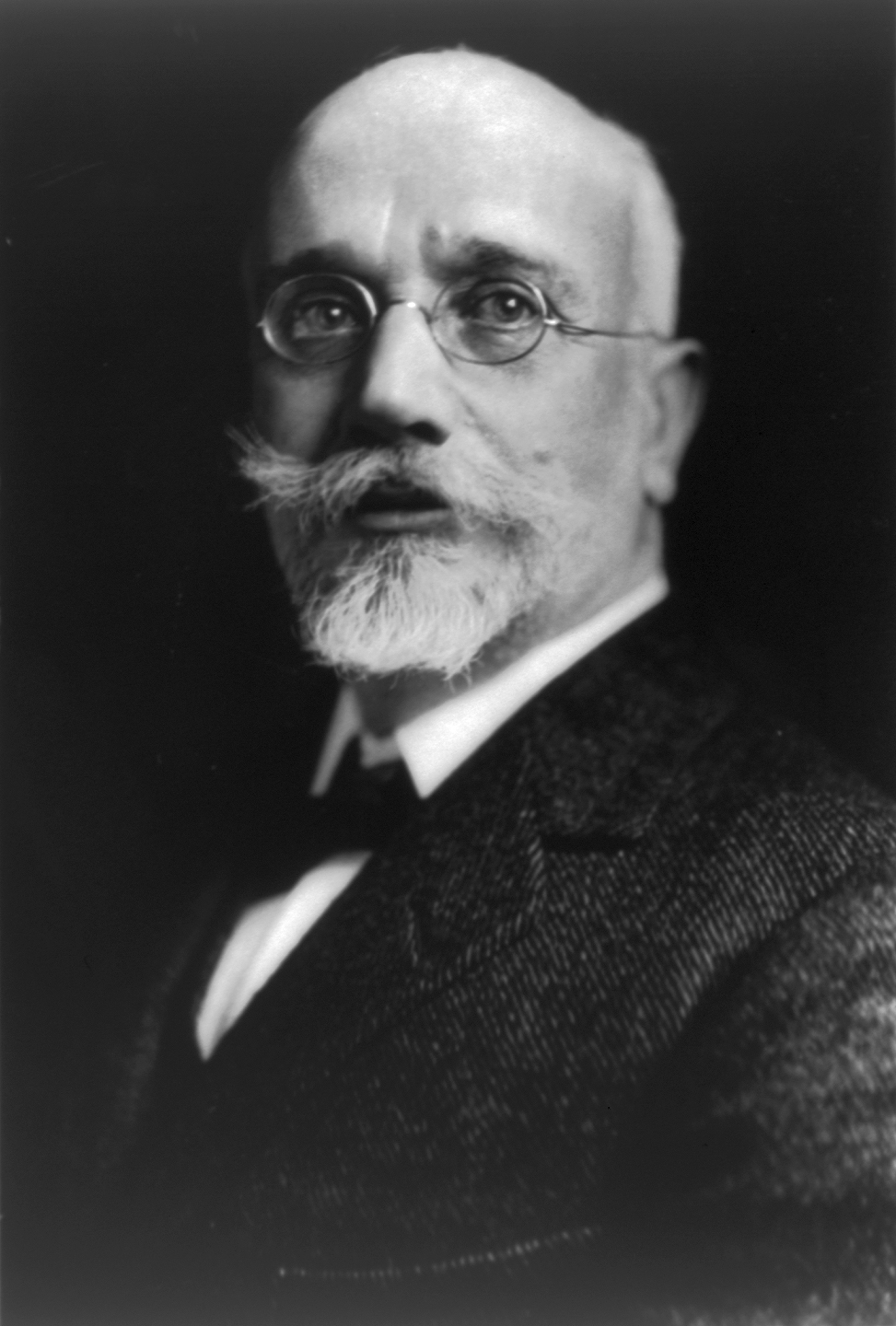
Елефтеріос Венізелос

Відставка Елефтеріоса Венізелоса спричинила відкриту конфронтацію між прихильниками короля Костянтина І та Елефтеріоса Венізелоса, яка зрештою спричинила загальні вибори у травні 1915 року. На виборах перемогла Ліберальна партія Венізелоса, відтак Венізелос знову мав стати прем'єр-міністром Греції, але Костянтин відмовився ратифікувати призначення нового уряду до серпня.
Весь цей час сербсько-болгарський конфлікт поглиблювався, і зрештою Болгарське царство оголосило війну Королівству Сербія, що створило безпосередню загрозу для відновленої грецької провінції Македонія, у тому числі стратегічно важливого порту Салоніки. Венізелос запитав дозвіл короля Костянтина формалізувати договір про взаємну оборону із Сербією в інтересах охорони кордону з Грецією від прямої болгарської атаки. Костянтин погодився, але тільки за умови, якщо на Грецію здійснять напад. Після невдалої спроби схилити Костянтина до протидії Болгарії, Венізелос надав англійським і французьким військам плацдарм в Македонії для їх підготовки до нападу на Галліполі, Османська імперія. Це викликало сум'яття в грецькому уряді, Венізелос цим скористався і в парламенті оголосив війну Болгарському царству.
Суперечка між прем'єр-міністром і королем досягла свого апогею, і Костянтин І, посилаючись на чинну Конституції, скористався правом монарха розпускати уряд в односторонньому порядку. У грудні 1915 року Костянтин змусив Венізелоса піти у відставку вдруге і розпустив парламент, в якому домінувала Ліберальна партія, оголосивши нові вибори у грудні. Венізелос залишив Афіни і переїхав до свого рідного Криту.
Ліберали бойкотували ці другі вибори, що підірвало позиції нового уряду роялістів, оскільки уряд фактично був призначений королем, без врахування громадської думки. Напруженість між двома сторонами зростала поступово впродовж наступного року, хоча громадськість була не так чітко розділена впродовж цього періоду. Коли французькі та британські війська висадилися в Салоніках, грецький народ підтримав думку короля про те, що союзники порушили суверенітет Королівства Греція. Пізніше, коли Центральні держави взяли під свій контроль Македонію в травні 1916 року, громадськість обурилась через те, що король виявився нездатним захистити територію Греції.
30 серпня 1916 року відбувся переворот проти уряду роялістів, здійснений Рухом народної оборони (грец. Κίνημα της Εθνικής Αμύνης), таємною про-венізелістською військовою організацією, заснованою в Салоніках. В результаті перевороту групою Етнікі Аміна в Салоніках сформований другий тимчасовий уряд Греції. За підтримки союзників Венізелос повернувся до материкової Греції з Криту, щоб очолити новий тріумвірат. До кінця 1916 року Французька республіка і Велика Британія, після невдалої спроби переконати уряд роялістів вступити у війну, офіційно визнали уряд Етнікі Аміна в Салоніках законним урядом Королівства Греція.
У відповідь на дії Етнікі Аміна створений про-роялістський воєнізований підрозділ «Резервісти» (грец. Επίστρατοι) на чолі із полковником Іоанніса Метаксаса (один з найближчих помічників короля Костянтина і в майбутньому диктатор Греції). Група «Резервісти» своєю ціллю мала лібералів та венізелістів в Афінах і прилеглих районах, що призвело до Ноемвріани — «листопадових подій», які переросли у збройне протистояння між грецькими резервістами і французькою морською піхотою. Як відплату союзники захопили грецький флот і зажадали часткового роззброєння роялістських сил і їх виводу на Пелопоннес. Морська блокада тривала 106 днів у загальній складності, впродовж яких до портів материкової Греції, які перебували під контролем уряду роялістів в Афінах, не надходили продовольчі товари. Блокада також мала на меті створити прецедент для можливих майбутніх конфліктів у Греції.

## 1917—1917 роки. Греція вступає у війну
Блокада союзників врешті-решт досягла своєї мети. У червні 1917 року після погроз почати бомбардування Афін в разі, якщо король не зречеться престолу, Костянтин І покинув Королівство Греція, а корону успадкував його другий син Александр. Натомість Елефтеріос Венізелос взяв під контроль уряд і пообіцяв підтримку грецьким союзникам. У липні країна офіційно оголосила війну Центральним державам. Впродовж решти 18 місяців війни 10 дивізій грецької армії воювали на боці союзних військ проти болгарських і німецьких військ в Македонії і Болгарському царстві. Під час конфлікту грецькі війська втратили близько 5 000 військовослужбовців.

## Наслідки
Вступ Королівства Греція у війну і попередні події призвели до глибокого політичного і суспільного поділу в Греції після Першої світової війни. Найвпливовіші політичні угруповання — венізелісти-ліберали та роялісти — беруть участь в довгій і запеклій конкуренції у довоєнної політиці, досягли стану прямої ненависті один до одного. Обидві сторони розглядали дії іншого під час Першої світової війни як політично незаконні і навіть зраду. Це ворожнеча неминуче поширилася на все грецьке суспільство, створюючи глибокий розкол. Це в свою чергу визначило поразку Королівства Греція у Малоазійській кампанії 1919—1922 років і призвело до продовження політичних та військових заворушень у міжвоєнні роки, добу Другий Грецької Республіки. Національний розкол став також однією з основних причин, які призвели до краху республіки і уможливили встановлення диктаторського режиму 4 серпня 1936 року. Розкол між роялістами і венізелістами торкнувся навіть США та інших країн, де мешкали грецькі іммігранти того покоління: іммігранти, прибічники того чи іншого політичного табору, оселилися у ретельно відділені громади, часто навколо конкуруючих грецьких православних парафій.